# Alfa (barco torpedeiro)
Alfa foi um navio de guerra do tipo barco torpedeiro operado pela Armada Imperial Brasileira.

## História
O barco foi construído no estaleiro Thornycroft em Cheswick, Inglaterra. Foi adquirido em 1883 e incorporado à armada em 25 de janeiro de 1884, recebendo o nome Alfa, segundo navio da armada a ostentar este nome. Pelo Aviso n.º 1541A de 19 de agosto foi oficialmente comissionado à Esquadra de Evoluções, um grupo dos melhores navios da armada imperial cujo objetivo era estudar e desenvolver nova táticas de batalha naval. Compôs a Força Naval de Mato Grosso. Deslocava 4 toneladas, media 45 pés de comprimento, boca 6 pés e calado 0,1 pé. O armamento compreendia torpedo de lança e duas metralhadoras de 11 mm. Teve baixa de serviço em 25 de setembro de 1897.